# Ambroz Vranyczany
Ambroz Vranyczány (Vranjican) Dobrinović (Stari Grad, 13. listopada 1801. – Bad Ragaz, Švicarska, 12. srpnja 1870.),  hrvatski barun, političar i poduzetnik.

## Životopis
Kad je dio obitelji Vranjican, zbog protivljenja francuskoj okupaciji Dalmacije, napustio Hvar, otišao je s njima kao mali dječak i Ambroz Vranjican. Vranjicani su se naselili u Senju i Rijeci, a Ambroz zajedno s braćom Matijom,  Ivanom i Nikolom, u Karlovcu. U Karlovcu se bavio trgovinom i stekao znatan imetak. Rano se priključio Ilirskom pokretu. Bio je kum djetetu Ljudevita Gaja. Vjenčao se 1837. s Terezijom Modrušan, s kojom je imao kćer Klotildu.  
Jedan je od osnivača karlovačke čitaonice, 1838. godine. 
Godine 1844. osniva društvo za parobrodarstvo na Savi i Kupi, koje je bilo prvo dioničko društvo u Hrvatskoj. Društvo je kupilo parobrod Floridsdorf, koji je preimenovan u Sloga. Bio je to prvi hrvatski riječni parobrod, koji je 24. kolovoza 1844. s Ambrozom Vranjicanom i pod zapovjedništvom Đure Bana, krenuo iz Beča, te je Dunavom i Savom doplovio do Siska. Taj događaj je u ono vrijeme pobudio veliko zanimanje javnosti. Sloga je uspješno održavala putnički i robni promet između Zemuna i Siska, ali je u nesreći potonula 16. rujna 1845. Ambroz Vranjican sudjelovao je i u osnivanju Prve hrvatske štedionice, 1846. godine. 
Nakon srpanjskih žrtava 1845. godine, bio je na čelu hrvatskog izaslanstva, koje se u Beču sastalo s državnim kancelarom Metternichom. U previranjima nakon revolucije u Beču (13. ožujka 1848.) i Pešti (15. ožujka 1848.) bio je, zajedno s Ivanom Kukuljevićem član narodnog odbora - privremenog organa vlasti, koji je sazvao narodnu skupštinu. Kad je ban Josip Jelačić iste godine osnovao bansku vladu, imenovao je Ambroza Vranjicana za načelnika financijskog odjela (državnog blagajnika), na kojoj je dužnosti bio do 1850. Zbog teških financijskih prilika, zatražio je zajam od Kaptola, zbog čega se sukobio s crkvenim vlastima. Bavio se mišlju da Hrvatska uvede svoju valutu, "križar", pa je čak iskovano nekoliko pokusnih primjeraka tog novca. 
U vrijeme Bachova apsolutizma, bio je predsjednik Matice Ilirske od 1851. do 1857. 
Vodio je zagrebačku trgovačku komoru, osnovanu 1852. Odlučno se zalagao za gradnju željeznice u Hrvatskoj. Te iste, 1852. godine, preko komore traži od bečke vlade dozvolu za gradnju željeznice od Zidanog Mosta do Zagreba.
Kad je, nakon vojnih poraza u Italiji, car Franjo Josip bio prisiljen 1860. sazvati Carevinsko vijeće, kao pripremu za povratak ustavnog uređenja, iz Hrvatske je pozvao biskupa Josipa Jurja Strossmayera i Ambroza Vranjicana, a iz Dalmacije Franu Borellija. Na zasjedanju vijeća, Strossmayer i Vranjican su tražili sjedinjenje Dalmacije i Vojne krajine s Hrvatskom. 
Kad je Strossmayer pokrenuo ideju o osnivanju Jugoslavenske akademije, darovao je Ambroz Vranjican u tu svrhu 10.000 forinti.
Proglašen je barunom 29. travnja 1862. godine.

## Vanjske poveznice
- Pismo Ivana Kukuljevića Sakcinskog Ambrozu Vranyczanyu (1870.), digitalna.nsk.hr
- Obitelj Vraniczany-Dobrinović, arhinet.arhiv.hr
- Dorotea Jendrić, Vranyczanyjevi – priča o plemićkoj obitelji u vihoru hrvatske povijesti  Arhivirana inačica izvorne stranice od 19. prosinca 2021. (Wayback Machine), Vijenac 580/2016.
- Biserka Fabac, Obitelj Vranyczany - Dobrinović, www.kafotka.net